# فرنک یوجین
فرنک یوجین (انگلیسی: Frank Eugene; ۱۹ سپتامبر ۱۸۶۵ – ۱۶ دسامبر ۱۹۳۶) عکاس، نقاش، و استاد دانشگاه متولد آمریکا بود. او از سال ۱۹۰۶ به‌طور دائمی به آلمان مهاجرت کرد.
فرنک یوجین از بنیادگذاران عکاسی جدایی‌طلب و یکی از اولین استادان عکاسی در سطح دانشگاهی در جهان بود.